# Gil Parrondo
Gil Parrondo (Luarca, 17 de junho de 1921 — Madrid, 24 de dezembro de 2016) é um diretor de arte espanhol. Venceu o Oscar de melhor direção de arte em duas ocasiões: por Patton e Nicholas and Alexandra.